# Transmissão por disco de atrito
A transmissão por disco de atrito é um método de transmissão de torque cuja patenteado foi requerida em 1902 por John William Lambert, no qual um motor gira um disco rígido de alumínio (disco motor) que transmite o torque por atrito ao disco conectado ao eixo de tração do veículo (disco tracionado). O disco tracionado está sempre em posição perpendicular em relação ao disco motor e se move se aproximando ou se afastando do centro de rotação do disco motor, o que permite uma alteração da relação de transmissão continuamente variável.
Foi utilizado como mecanismo de transmissão continuamente variável em automóveis como os fabricados pela Union Automobile (entre 1902 e 1905), Lambert (entre 1905 e 1916), pela Waltham , pela Metz (entre 1908 e 1917), pela Cartercar, pela Kearns (entre 1912 e 1913) , pela Kelsey pela Petrel; pelo Brush Modelo A 1907  e pelo Armadale Tri-car (fabricado entre 1906 e 1907); e em motos como a Ner-a-Car (fabricadas entre 1921 e 1928  ).